# Harduin de Fontenelle
Pour les articles homonymes, voir Ardouin, Arduin et Harduin.
Harduin de Fontenelle, Harduinus ou Hardinus, mort en 811, est un moine et professeur de l'abbaye Saint-Wandrille de Fontenelle. Il a largement contribué à étoffer la librairie de l'abbaye.

## Vie
Harduin entre très jeune au monastère de Fontenelle, pendant l'abbatiat d’Austrulf (747-753). Il est ordonné prêtre. 
Il se retire dans l’ermitage de Saint-Saturnin, sur le coteau nord du vallon de Fontenelle. Là, il crée un scriptorium où les jeunes moines apprennent l’art de la calligraphie et l’arithmétique. C'est ainsi qu'il peut signer, en colophon à la fin de sa transcription de l’ouvrage de Bède le Vénérable, eruditor parvulorum, professeur des jeunes moines. 

Contemporain d'Harduin, l'abbé Gervold (787-806) est chargé par Charlemagne de l’administration des tonlieux des ports de la Manche ; il conduit également plusieurs missions diplomatiques auprès du roi Offa de Mercie, avec qui il est en bonne relation. Ainsi les moines de Fontenelle ont un accès facilité aux ouvrages anglo-saxons – et il est probable que nombre de moines de l'abbaye sont  d’origine insulaire. Harduin transcrit le De Arte Metrica, les Lettres sur la question pascale et le De Temporibus de Bède.
Il fait un pèlerinage à Rome.
Lui-même et ses élèves à sa suite ont enrichi la bibliothèque de Fontenelle d’un grand nombre de transcriptions de livres existant à son époque.
Il meurt à Fontenelle en 811. 
Les Gesta abbatum de l’abbaye de Fontenelle le mentionnent abondamment.